# 유대 광야

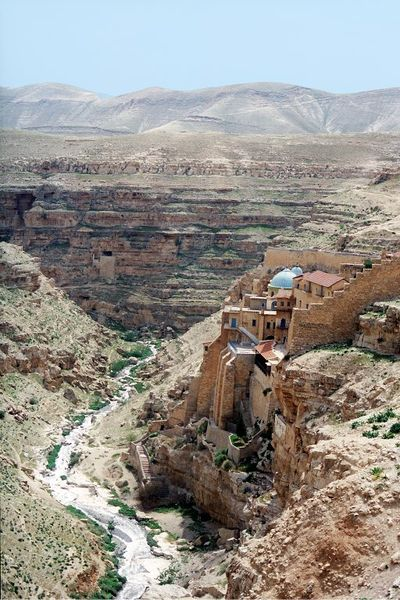

유대 광야(히브리어: מִדְבַּר יְהוּדָה 미드바르 예후다, 아랍어: صحراء يهودا 사하라 야후단[*])는 예루살렘 동쪽에 펼쳐진 사막이다. 사해를 끼고 북동쪽으로는 네게브에서 동쪽으로는 베이트엘에 닿는다. 급격한 단구와 단층애가 특징적이다. 요단강 서안에 노출된 세노니아세의 백악층이 가장 넓게 분포된 지역이다. 유대 광야의 높은 지대인 미드바르는 겨울철에 양과 염소를 방목할 수 있다. 그리고 남쪽과 동쪽의 외진 곳은 황무지 또는 사막이라는 뜻의 예시몬이라고 불리며 양치기들도 가기를 꺼리는 곳이다.

## 같이 보기
- 마르 사바
- 마사다